# Planos interiores
Los planos interiores son una parte del escenario planescape de Dungeons & Dragons, son Dimensiones de poder en bruto, de elementos puros y condiciones extremas. Son los pilares básicos con los que se construye el resto del universo, y representan la energía y la materia en sus estados básicos.

## Planos Interiores
- Plano del Fuego - Es un plano completamente iluminado, un paisaje completamente infernal cuyo suelo en el mejor de los casos es lava semisolidificada.
- Plano del Agua - Es un plano submarino sin presión, iluminado por una iriscencia difusa, con corrientes y cambios de temperatura.
- Plano del Aire - Consiste en un plano vacío con cielo en todas direcciones con bancos de nuebes, es el plano interior menos inhóspito de todos
- Plano de la Tierra - Consiste en un plano completamente hecho de materia, desde blanda tierra hasta las vetas más duras, con cavernas y túneles.
- Plano de la Energía Positiva - Con lo que mejor se pueda comparar es con el corazón de una estrella un horno de creación, no tiene superficie.
- Plano de la Energía Negativa - Es árido y vacío, sin calor y sin vida... no tiene superficie, es una vasta extensión de oscuridad que mata la vida.

## Planos pseudoelementales
Los planos pseudoelementales aparecen en el planescape, en la 3.ª edidición de D&D no se los menciona. Son la zona que está entre 2 planos exteriores que se comunican, todas las distintas combinaciones entre los planos interiores forman un pseudoplano (SP)
SP del humo, hielo, lodo, ceniza, magma, vapor etc.